# Wilaiporn Boothduang
Wilaiporn Boothduang (thai: วิลัยพร บุตรด้วง), född 25 juni 1987, är en thailändsk fotbollsspelare.
Hon spelar som mittfältare i det thailändska landslaget och för klubblaget Bangkok FC.